# Pomorzanin Toruń (hokej na lodzie)

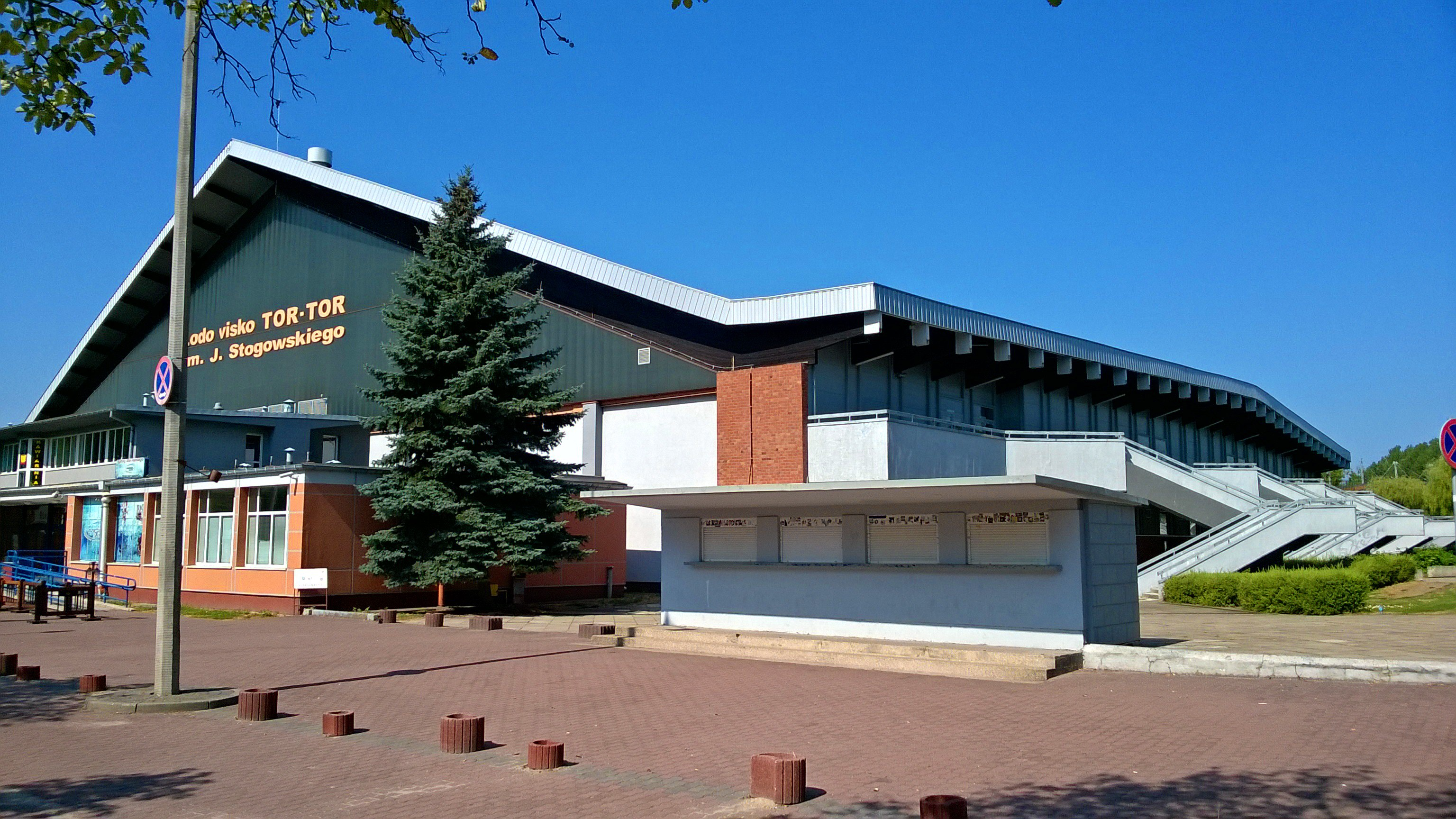
Lodowisko Tor-Tor im. Józefa Stogowskiego

Pomorzanin Toruń – istniejąca w latach 1935-1988 sekcja hokeja na lodzie wielosekcyjnego Klubu Sportowego Pomorzanin Toruń.

## Historia
Klub założono jako ognisko Kolejowego Przysposobienia Wojskowego w 1930. W 1935 zostało połączone z drugim ogniskiem KPW (związanym z przeniesioną z Gdańska Dyrekcją Okręgowej Kolei Państwowej) w „Klub Sportowy Kolejowego Przysposobienia Wojskowego Pomorzanin Toruń”.
Po przerwie spowodowanej II wojną światową został reaktywowany w 1945 jako „Kolejowy Klub Sportowy Pomorzanin”.
W 1972 klub zmienił nazwę na „Międzyzakładowy Związkowy Klub Sportowy Pomorzanin”, a w 1978 na „Międzynarodowy Włókienniczy Klub Sportowy Pomorzanin”.
Od 1981 funkcjonował jako „Klub Sportowy Pomorzanin”.

## Rozgrywki ligowe

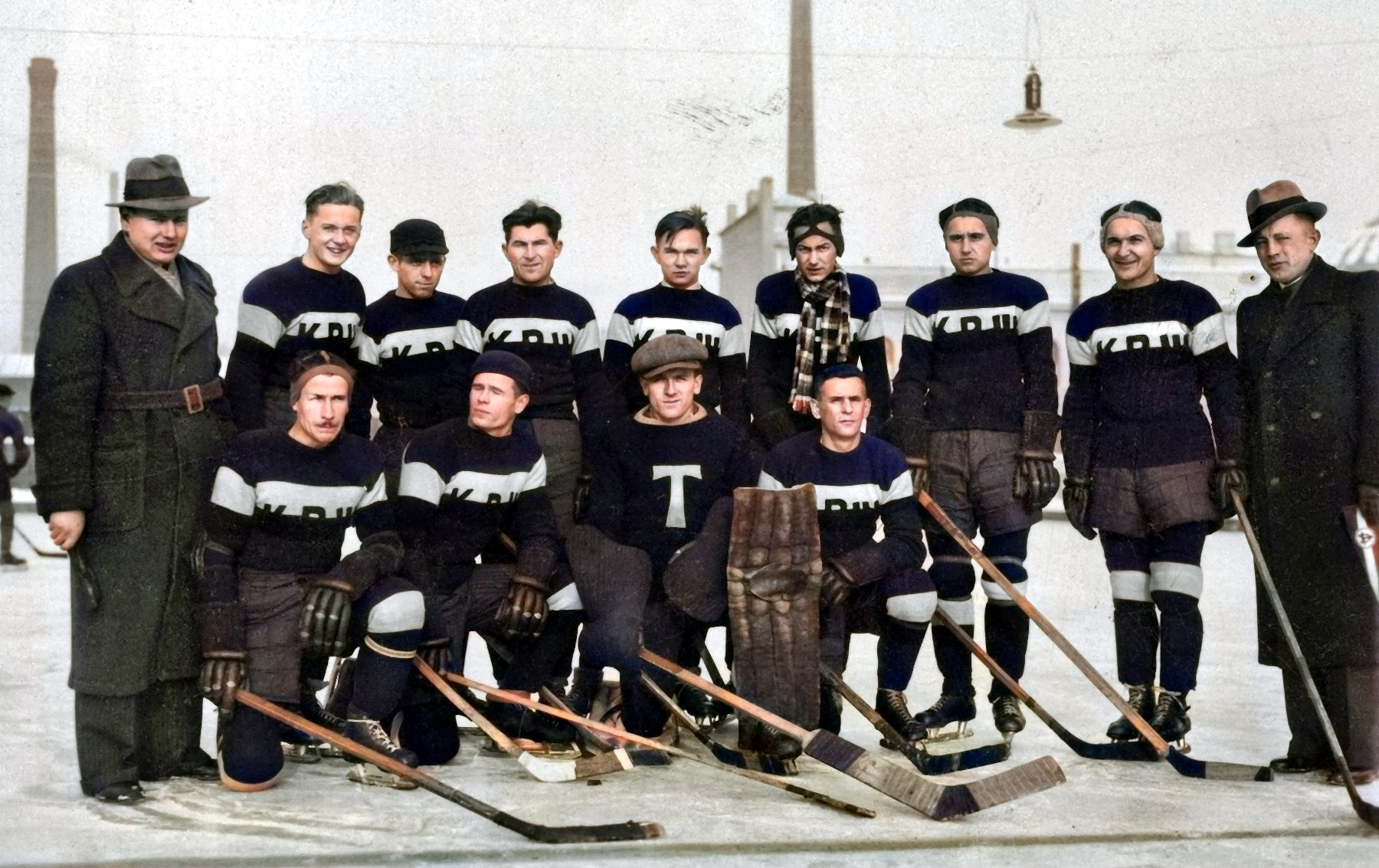
KPW Pomorzanin Toruń na meczu z Union-Touring Łódź w 1938

W okresie przedwojennym hokeiści Pomorzanina  nie odgrywali znaczącej roli w rozgrywkach ogólnopolskich, nawet pomimo tego, że w chwili rozpadu sekcji hokejowej Gryf Toruń, większość jej zawodników zasiliła zespół Pomorzanina. Pozwoliło to zaledwie na zdobycie w sezonie 1937/38 wicemistrzostwa Pomorza, a w sezonie 1938/39 mistrzostwa Pomorza.
Po powojennej reaktywacji, już w grudniu 1946 Pomorzanin zdobył mistrzostwo Pomorza (wygrywając wszystkie cztery mecze: dwa z Brda Bydgoszcz 9-0 12-1 i dwa z Partyzant Bydgoszcz 3-2 4-0), a w stosunkowo krótkim czasie udało się skompletować drużynę na miarę brązowego medalu mistrzostw Polski, który zespół zdobył w roku 1950.
W powojennym sezonach początkowo drużyna funkcjonowała jako Pomorzanin. Następnie, w związku zmianą nomenklatury w ramach zrzeszeń sportowych w latach około 1949-1955 zespół działała jako Kolejarz Toruń, po czym przywrócono oryginalną nazwę klubu.
- 1945/1946 - przegrał w eliminacjach z Lechią Poznań - pomimo przegranej pojawił się w Krakowie na turnieju finałowym i zostałby dopuszczony do finałów gdyby zdążył złożyć dokumenty na czas[1]
- 1946/1947 - MP: odpadł w eliminacjach z Lechią Poznań (2-2 i 0-1)
- 1948/1949 - MP: odpadł w eliminacjach z Cracovią (3-2 i 0-2 dogr.)[2]
- 1949/1950 - MP: 3 (Górnik Janów 3-6, KTH Krynica 2-9, Ogniwo Kraków 1-0)
- 1950/1951 - MP: 5 (AZS Warszawa 11-4, Unia Krynica 5-3, CKWS Warszawa 1-3, Ogniwo Kraków 2-5)
- 1951/1952 - MP: 6 (mecze drugiej rundy: Włókniarz Łódź 1-2, Budowlani Opole 6-2, Ogniwo Kraków 5-6)
- 1952/1953 - MP: 5-8 (2 miejsce w grupie I eliminacji: LZS 14-0, CKWS Warszawa 1-10)
- 1953/1954 - 6 (3 miejsce w grupie A pierwszej rundy, co oznaczało grę o miejsca 5-6: Ogniwo Cieszyn 1-2)
- 1954/1955 - MP: 4 (2 miejsce w grupie I ligi i awans do rundy finałowej: CKWS Warszawa 1-10, Górnik Katowice 2-13, Gwardia Bydgoszcz 3-5)
- 1955/1956 - I liga: 4
- 1956/1957 - I liga: 7 (spadek)
- 1957/1958 - II liga: 5
- 1958/1959 - II liga: 1 (awans)
- 1959/1960 - I liga: 4

W tym okresie drużyna rozgrywała swoje mecze na nieistniejącym już boisko-lodowisku „Pod Grzybem”. W 1960 wybudowanie sztucznego lodowiska „Tor-tor” przyczyniło się do sukcesów hokeistów: zdobycia dwóch brązowych (1967, 1969) oraz srebrnego medalu mistrzostw Polski (1968).
- 1960/1961 - I liga: 2 w grupie północnej, 4 w turnieju finałowym
- 1961/1962 - I liga:  5 (I liga)
- 1962/1963 - I liga: 5 (I liga)
- 1963/1964 - I liga: 8 (spadek)
- 1964/1965 - II liga: 1 w grupie Północ (awans)
- 1965/1966 - I liga: 3 po fazie ligowej - 4 w turnieju finałowym
- 1966/1967 - I liga: 3 po fazie ligowej - 3 w fazie finałowej
- 1967/1968 - I liga: 4 po fazie ligowej - 2 w fazie finałowej
- 1968/1969 - I liga: 3 po fazie ligowej, 3 w fazie finałowej

W kolejnych sezonach drużyna toruńska nie osiągnęła sukcesów, a zajmowane w kolejnych latach niskie (7-8) miejsca w I lidze doprowadziły w końcu w 1975 roku do spadku Pomorzanina do II ligi. Co prawda, w kolejnym sezonie udało się awansować, ale niestety tylko na rok. Po kolejnym spadku przyszło grać w II lidze aż do roku 1988.
- 1969/1970 - I liga: 8
- 1970/1971 - I liga: 8
- 1971/1972 - I liga: 8
- 1972/1973 - I liga: 7
- 1973/1974 - I liga: 7
- 1974/1975 - I liga: 7 (spadek)
- 1975/1976 - II liga: 2 w grupie Północnej, 2 w eliminacjach do I ligi (awans)
- 1976/1977 - I liga: 12 (spadek)
- 1977/1978 - II liga: 2 w grupie Północnej
- 1978/1979 - II liga: 8 w grupie Północnej
- 1979/1980 - II liga: 5
- 1980/1981 - II liga: 5
- 1981/1982 - II liga: 2 w grupie Północnej, 2 w eliminacjach do I ligi, porażka w barażu z Cracovią (4:8, 5:10)
- 1982/1983 - II liga: 2 w grupie Północnej, 2 w eliminacjach do I ligi
- 1983/1984 - II liga: ? w grupie Północnej, 4 w eliminacjach do I ligi
- 1984/1985 - II liga: 12
- 1985/1986 - II liga: 2 w grupie Północnej, półfinał eliminacji do I ligi
- 1986/1987 - II liga: 2 w grupie Centralnej, półfinał eliminacji do I ligi
- 1987/1988 - II liga: 1 (awans)

W czasie powrotu do najwyższej klasy rozgrywkowej sekcja hokeja w Pomorzaninie została ostatecznie rozwiązana. Dalszą działalność oraz szkolenie sportowe przejął nowy toruński klub - Towimor Toruń, który ulegał kolejnym przekształceniom, a od 2010 funkcjonuje Hokejowa Spółka Akcyjna.

## Sukcesy
Seniorzy
- Srebrny medal mistrzostw Polski: 1968
- Brązowy medal mistrzostw Polski: 1950, 1967, 1969
- Mistrzostwo II ligi: 1959, 1965, 1988

Juniorzy
- Złoty medal mistrzostw Polski juniorów: 1957
- Srebrny medal mistrzostw Polski juniorów: 1954, 1955, 1958, 1965, 1971
- Brązowy medal mistrzostw Polski juniorów: 1959, 1961, 1968, 1972

## Szkoleniowcy
- Kazimierz Osmański (1946–1958,1963)
- Lucjan Dybowski (1958–1962, 1963–1964)
- Vladimir Svoboda (1967–1970)
- Henryk Bromowicz (1970–1973)
- Józef Kurek (1973–1976)
- Miroslav Novy (1976–?)
- Ludwik Czachowski (1986–1988)

## Zawodnicy
W barwach klubu Pomorzanina hokeiści osiągali sukcesy indywidualne w I lidze:
- 1965/1966 - najskuteczniejszy zawodnik sezonu: Józef Stefaniak (63 pkt. za 43 gole i 20 asyst)
- 1968/1969 - najskuteczniejszy zawodnik sezonu: Józef Stefaniak (46 pkt. za 35 goli i 11 asyst)
- 1969/1970 - król strzelców i najskuteczniejszy zawodnik sezonu: Waldemar Załadas (56 pkt. za 46 goli i 10 asyst)
- 1971/1972 - najskuteczniejszy zawodnik sezonu: Bogdan Wawrzyński (67 pkt. za 28 goli i 39 asyst)

Z siedmiu sportowców jacy reprezentowali klub na Zimowych Igrzyskach Olimpijskich, czterech było hokeistami:
- Innsbruck 1964 – Józef Stefaniak, Józef Wiśniewski, Andrzej Żurawski
- Sapporo 1972 – Ludwik Czachowski